# Ctenus naranjo
Ctenus naranjo är en spindelart som beskrevs av Alayón 2004. Ctenus naranjo ingår i släktet Ctenus och familjen Ctenidae. Inga underarter finns listade i Catalogue of Life.